# Короши
Короши — диалект белуджского языка, относящийся к индоевропейской семье, индоиранской ветви, иранской группе северо-западной подгруппы. На нём короши говорят в одноимённом племени, представители которого расселились по югу Ирана.

## Социолингвистическая ситуация
Людей, относящих себя к племени короши, примерно 10 000. Несмотря на то, что короши часто рассматривают как диалект белуджского языка сами носители имеют самостоятельную идентичность и видят язык как способ её выражения. Некоторые признают свою историческую и культурную связь с белуджцами, некоторые, напротив, ассоциируют себя с племенным объединением Кашкай. Витальность языка варьируется в зависимости от региона. На юге ареала распространения короши язык активно используется всеми членами общины, хотя встречается и мультилингвизм: многие разговаривают на языке бандари или фарси. На северо-западе ситуация сложнее — людей из племени короши здесь меньшинство, и среди их детей кашкайский язык (относящийся к тюркским) и фарси вытесняют язык короши.

## Фонология
Фонемный инвентарь короши состоит из 8 гласных и 23 согласных. Система гласных нестабильна — стирается различение кратких и долгих, в отличие от белуджского и диалектов, где эти различия стабильны. Также сливается долгий звук среднего подъёма ē с долгим звуком высокого подъёма ī, ō с ū.
Система согласных короши тоже отличается от диалектов белуджского: в первом нет ретрофлексных и глоттальных смычек, взрывные k и g палатализуются не только после гласных заднего ряда, также вместо сочетания ng используется часто велярный назальный согласный ŋ.

## Типологические характеристики

### Тип (степень свободы) выражения грамматических значений
Синтетизм
| bokā   | ǰan-ā    | be-ger-ān              |
| хотеть | жена-OBL | SBJV-получать.NPST-1SG |

Я хочу жениться (букв: я хочу получить жену)
| say | bač=om     | ass=en                 |
| три | сын-PC.1SG | быть.NPST-COP.NPST.3SG |

У меня есть три сына
Однако некоторые значения выражаются в короши аналитически, например, дейксис, также аналитически может выражаться лицо-число глагола (зависит от времени, наклонения, вида) с помощью отдельной связки (копула).
| ē    | mā-rā      | bela | āwort=ī              | rū | kār-ā      |
| PROX | PN.1PL-OBJ | FRAG | приносить.PST-PC.3SG | на | работу-OBL |

Он привёл нас на работу
| Man    | ham | bīs.=o.pan      | sāl-a    | ba | ya   | xān=e   | čōbān          | adān        |
| PN.1SG | ADD | двадцать-и-пять | год-ADJZ | на | один | хан-IND | пастух.PST-1SG | cop.PST-1SG |

Когда мне было двадцать пять лет, я был пастухом у одного хана.

### Характер границы между морфемами
Агллютинация с элементами фузии
В некоторых случаях морфемы влияют друг на друга, например, показатель косвенного падежа выражается по-разному в зависимости от того, какой звук предшествует ему (-a после согласных /-ya после гласных).
| ar=ra-Ø           | had=e | yā   | čōbān=ē-yā     |
| VCL-идти.NPST-3SG | к-EZ  | один | пастух-IND-OBL |

Она идёт к одному пастуху
| go | sīb-ā      | be-ǰan-t              | mā | ǰoġla-bār-ay   | sīnā      |
| с  | яблоко-OBL | SBJV-ударить.NPST-3SG | в  | мальчик-PL-GEN | грудь.OBL |

Ей следует ударить одного из этих мальчиков в грудь яблоком

### Локус маркирования в поссесивной именной группе и в предикации
В поссесивной именной группе — зависимостный
| haf  | tabaġa | šāh-ay     | lōg-ā   | bālād-ter   |
| семь | этаж   | король-GEN | дом-OBL | высокий-CMP |

На семь этажей выше, чем дворец короля
| go | bozz-ay   | mūd=at-Ø              |
| с  | козёл-GEN | волос.NOM-COP.PST-3SG |

Это было [сделано] из шерсти козла
В предикации — зависимостный
| eš-ān   | omray            | dād-ay      | ba | šomā  |
| PROX-PL | жизнь.OBL.PC.3SG | дать.PST-PP | к  | PN.2P |

Они отдали их жизни тебе
| arz         | Ø-kan-ān              | xedmat=e  | šomā   | doī-ay   | nām=on     | ġezwas=en           |
| утверждение | SBJV-сделать.NPST-1SG | служба-EZ | PN.2PL | мать-GEN | имя-PC.1SG | Гезвас-COP.NPST.3SG |

Позволь мне сказать тебе, что имя моей матери было Гезвас

### Тип ролевой кодировки
Аккузативный
- Непереходный глагол с пациенсом:

| dāsān  | ham=ī     | pošt=e | čī-hā   | waft-a=Ø                  |
| Дастан | EMPH-PROX | за-EZ  | вещи-PL | спать.PST-PP-COP.NPST.3SG |

Дастан спал за этими вещами
- Непереходный глагол с агенсом:

| oštor   | =am | āŋa   | a=teŋ-ī                | =o | īŋa | a=teŋ-ī                |
| верблюд | ADD | здесь | VCL-кружиться.NPST-3SG | и  | там | VCL-кружиться.NPST-3SG |

Верблюд кружился там и кружился здесь  
- Переходный глагол с двумя актантами:

| ī    | šāh-ay     | ǰan  | a=k-ay-t                  | besāb         | šāh-ay     | bač-ā   | bo-koš-ī           |
| PROX | король-GEN | жена | VCL-IMP.K-прийти.NPST-3SG | на самом деле | король-GEN | сын-OBL | SBJV-kill.NPST-3SG |

Жена короля намеревалась убить сына короля

### Базовый порядок слов
В основном SOV, но иногда обстоятельство места (кому/куда) помещаются после глагола
| bāmard  | ya   | čāh=ī           | pēdā    | a=kan-t             |
| человек | один | колодец—IND.NOM | видимый | VCL-делать.NPST-3SG |

Человек находит колодец (букв: делает видимым)
| alamdar | šām-ī                 | ēš-ān-ā            | ā=bā-Ø  | kōh-ā    |
| аламдар | ужин-ADVZ PROX-PL-OBJ | VCL—брать.NPST-3SG | видимый | горы-OBL |

После ужина Аламдар ведёт их в горы.

## Интересные особенности
- В короши посессивность может выражаться как изафетной конструкцией, так и родительным падежом. В других диалектах белуджского языка изафетной конструкции не наблюдается.

| banne=ye | xodā |
| слуга—EZ | бог  |

слуга бога
| ǰanek-ay    | mūd-ā      |
| девушка-GEN | волосы-OBL |

волосы девушки
- В короши, несмотря на наличие множественного числа, часто используется единственное (или существительное с показателем множественного числа согласуется с глаголом с показателем единственного), когда нужно сказать о группе людей или животных.

| oštor-obār | lāgar  | ma-bī-yag=en                          |
| верблюд-PL | тонкий | IMP-становиться.NPST-INF-COP.NPST.3SG |

Верблюды становятся тоньше
| bač=e      | madrasa-ī  | a=nenn-ī                 | rannay    |
| ребёнок—EZ | школа-ADJZ | VCL—выдвигаться.NPST-3SG | за.PC.3SG |

Школьники побежали (выдвинулись) за ним
- В короши много лексических заимствований из арабского (из-за того, что короши исповедуют ислам) и тюркских языков, с которыми они много контактировали.

## Глоссарий
- ADD — additive particle
- ADJZ — adjectiviser
- CMP — comparative
- COP — copula
- EMPH — emphasis
- EZ — ezafe
- FRAG -fragmentary utterance
- GEN — genitive case
- IMP — imperfective tense
- IND — individuation clitic
- INF — infinitive
- NOM — nominative case
- NPST — non-past tense
- OBJ — object
- OBL — oblique case
- P — patient of a transitive verb
- PC — person-marking clitic
- PL — plural
- PN — personal pronoun
- PP — past participle
- PROX — proximal deixis
- PST — past tense
- SBJV — subjunctive
- SG — singular
- VCL — verb clitic